# Mýrdalsjökull

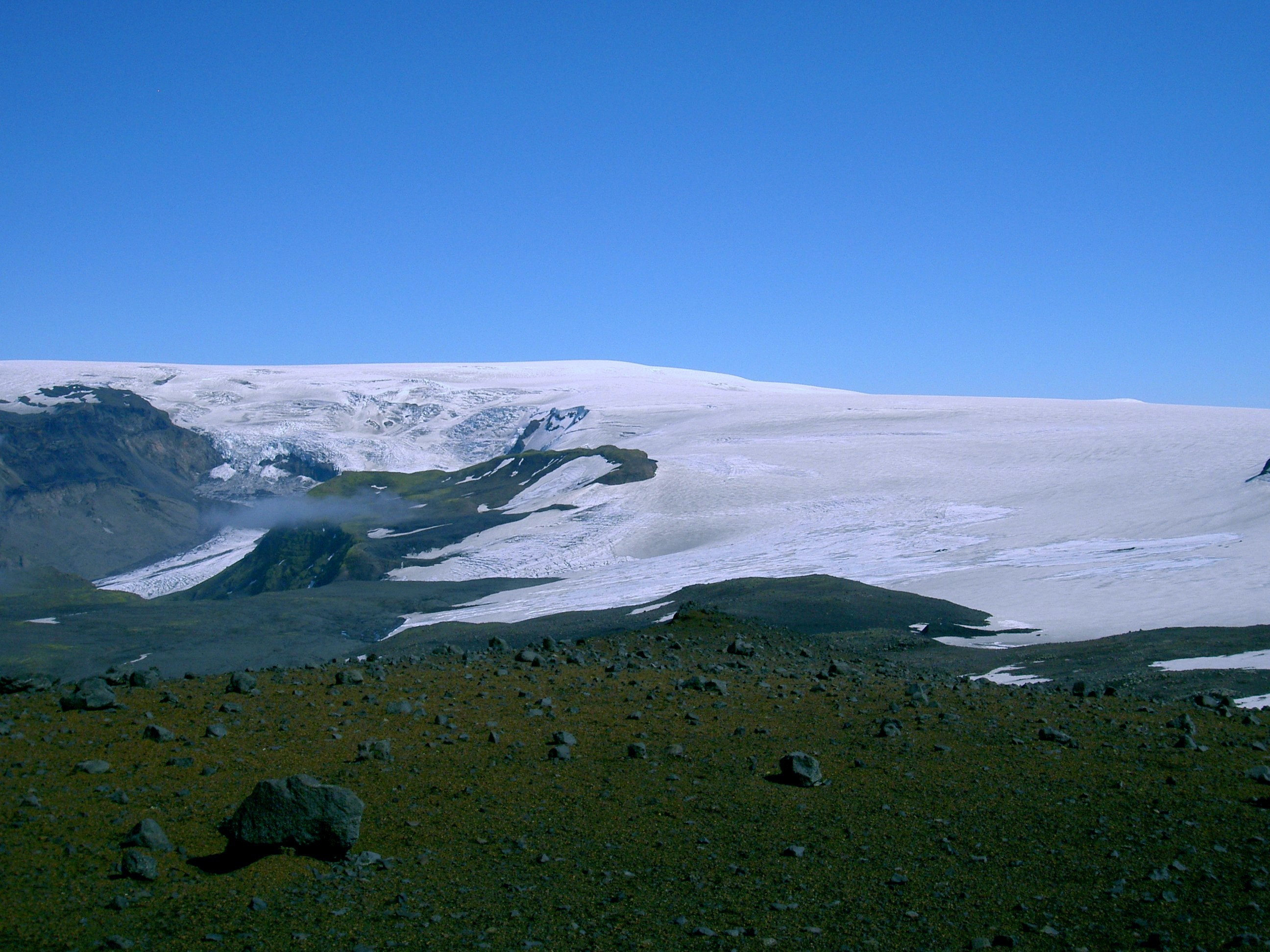
I margini del ghiacciaio

Mýrdalsjökull (in lingua islandese: ghiacciaio della valle della palude) è un ghiacciaio nel sud dell'Islanda. È situato a nord di Vík í Mýrdal e a est del ghiacciaio di Eyjafjallajökull. La sua altezza massima raggiunge i 1493 m e la sua superficie è di 595 km², estensione che lo rende il quarto ghiacciaio dell'Islanda.

## Vulcani
La calotta del ghiacciaio copre la caldera di circa 100 km² del Katla, un vulcano molto attivo che erutta frequentemente. Dal 930, sono state documentate 16 eruzioni. Poiché l'ultima eruzione è avvenuta nel 1918, gli scienziati stanno monitorando il vulcano molto attentamente. La caldera del vulcano ha un diametro di 10 km. 
I vulcani fissurali Laki e Eldgjá, fanno parte dello stesso complesso vulcanico, e hanno dato in passato origine ad eruzioni particolarmente violente.

## Accesso
Prima che la strada hringvegur fosse costruita, attraversare la pianura di fronte al vulcano era rischioso poiché le Jökulhlaup ("inondazioni glaciali") erano frequenti e c'erano molti fiumi importanti da oltrepassare. La Jökulhlaup avvenuta dopo l'eruzione del 1918 è ricordata come particolarmente devastante.

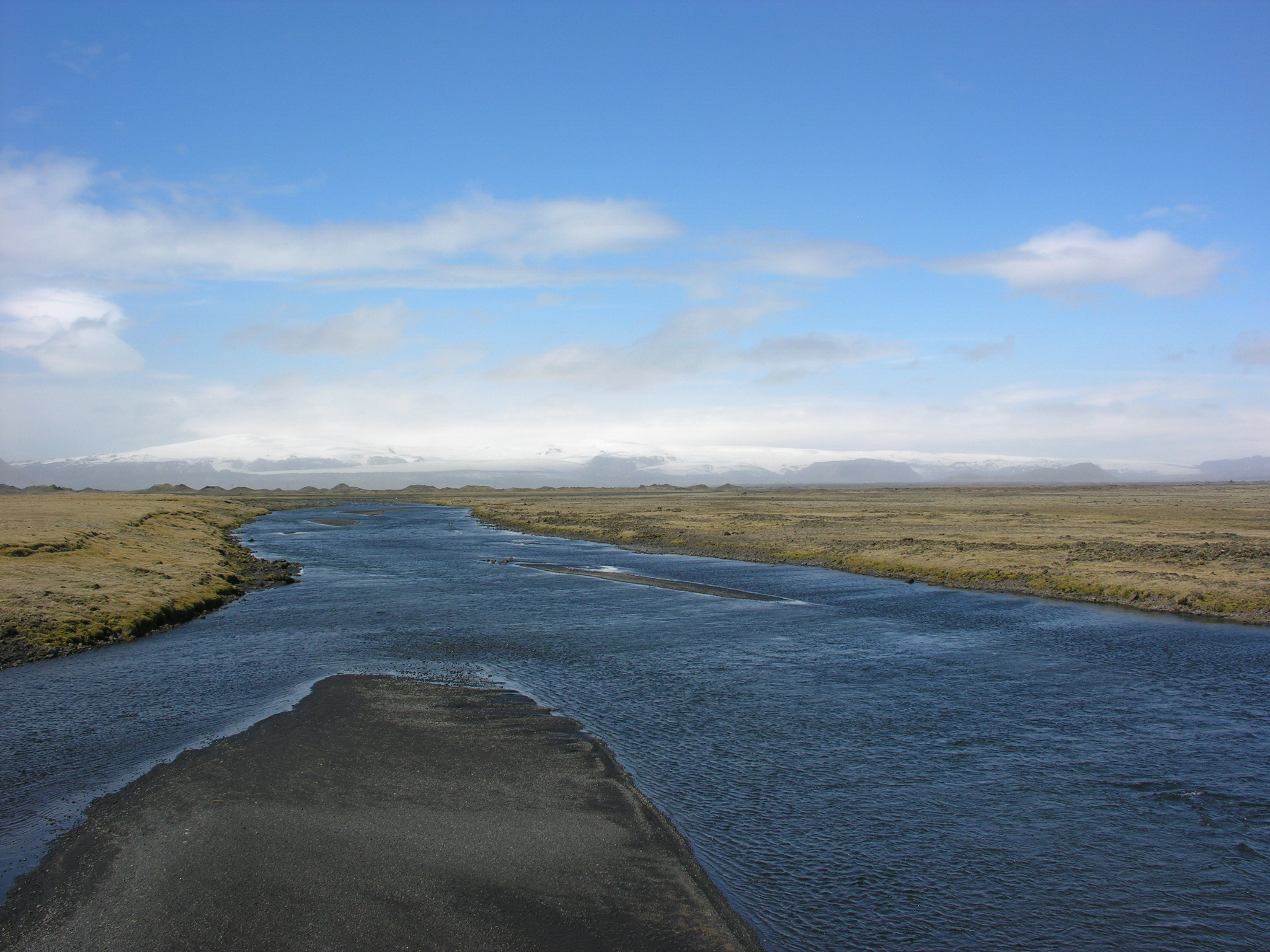
Mýrdalssandur: la piana proglaciale (sandur) del Mýrdalsjökull